# Cacatua de les Tanimbar
La cacatua de les Tanimbar (Cacatua goffiniana) és una espècie d'ocell de la família dels cacatuids (Cacatuidae) que habita zones amb arbres properes a les costes de les illes Tanimbar.